# Mučedníci z Meliténé
Svatí Mučedníci z Meliténé († kolem roku 300, Meliténé bylo třiatřicet křesťanských mučedníků umučených za vlády římského císaře Diocletiana.
Svatý mučedník Hieron se narodil ve městě Tyana v Kappadokii. Byl vychován zbožnou matkou a byl laskavým a dobrým křesťanem.
Spoluvládnoucí císaři Diocletianus a Maximianus vyslali do Kappadokie velký vojenský oddíl v čele s Lysiasem, aby tam vymýtil křesťanství a také odvedl zdravé a silné muže do císařské armády. Lysias nařídil svým mužům, aby odvedli Hierona, který se vyznačoval velkou fyzickou silou a obratností. Hieron odmítl sloužit císařům, kteří pronásledovali křesťany. Když se ho pokusili násilím zmocnit a přivést k Lysiasovi, vzal hůl a začal bít vojáky, kteří byli posláni aby ho přivedli. Vojáci se rozprchli, styděli se, že je porazil jediný muž. Hieron se pak s osmnácti dalšími křesťany ukryl v jeskyni. Lysias nechtěl již riskovat ztrátu svých vojáků útokem na jeskyni.
Na radu Cyriaka, jednoho z Hieronových přátel, Lysias zrušil obléhání jeskyně a stáhl svůj oddíl. Poté Cyriacus přesvědčil Hierona, aby nekladl odpor úřadům. On a další noví branci a vojáci byli posláni do nedalekého města Meliténé.
Brzy měl Hieron ve spánku vidění, ve kterém bylo předpovězeno jeho blížící se mučednictví. Lysias řekl vojákům shromážděným ve městě, aby přinesli oběť pohanským bohům. Hieron a dalších třicet dva vojáků to odmítli a otevřeně vyznali svou víru v Krista. Pak pronásledovatel vydal rozkaz zmlátit mučedníky a useknout Hieronovi ruku v lokti. Po krutém mučení uvrhli mučedníky do vězení sotva živé a o čtyři dny později jim sťali hlavu.
Jistý bohatý a slavný křesťan jménem Chrysanthus vykoupil Hieronovu hlavu od Lysiase. Když pronásledování konečně ustalo, postavil na místě kde popravovali svaté mučedníky chrám a uložil do něj ctihodnou hlavu. Těla všech popravených svatých křesťané tajně pohřbili. Za vlády císaře Justiniána I. byly ostatky během stavby chrámu Hagia Eirene (Svatý mír) odkryty a nalezeny neporušené.
Mezi tyto mučedníky patřily také: Hesychius, Nikander, Athanasius, Mamas, Barachius, Callinicus, Theogenes, Nikon, Longinus, Theodore, Valerius, Xanthius, Theodoulus, Callimachus, Eugene, Theodochus, Ostrychius, Epiphanius, Maximian, Ducitius, Claudian, Theophilus, Gigantius, Dorotheus, Theodotus, Castrichius, Anicletus, Themelius, Eutychius, Hilarion, Diodotus a Amonitus.
Jsou ctěny v pravoslavné i římskokatolické církvi.
Jejich svátek je připomínán 7. listopadu.